# 381.
◄ | 3. stoljeće | 4. stoljeće | 5. stoljeće | ►
◄ | 350-ih | 360-ih | 370-ih | 380-ih | 390-ih | 400-ih | 410-ih | ►
◄◄ | ◄ | 378. | 379. | 380. | 381. | 382. | 383. | 384. | ► | ►►
Astronomija • Književnost • Kršćanstvo

## Događaji
- Prvi carigradski sabor

## Vanjske poveznice
|  | Zajednički poslužitelj ima još gradiva o temi 381. |